# Franz Theodor Magnus Böhme
Franz Theodor Magnus Böhme (Willerstedt, 11 de març de 1827 - Dresden, 18 d'octubre de 1898) fou un musicòleg, compositor i acadèmic alemany.
Fill d’un pagès, Böhme es va convertir en professor d’escola primària a Turíngia després d’assistir al seminari i estudiar al Conservatori de Leipzig amb Moritz Hauptmann i Julius Rietz. Del 1859 al 1878 exercí com a mestre de cor i professor de música a Dresden, abans d’ensenyar història de la música i contrapunt al Conservatori Hoch de Frankfurt del Main del 1878 al 1885. Des del 1885 tornà a ensenyar a Dresden i hi esdevingué professor. Seguint els models de Ludwig Uhland i Ludwig Christian Erk, va recollir i publicar un gran nombre de cançons populars i va crear així una base essencial per a la investigació de la cançó popular alemanya. A Willerstedt, la seva vila natal, un carrer porta el seu nom.